# Oslo Lufthavn stasjon
Oslo Lufthavn stasjon kallas den järnvägsstation som ligger under Oslo flygplats, Gardermoen. Järnvägsstationen, som invigdes 1998, är slutstation för Flytoget. Utöver de särskilda flygtågen stannar även ett antal Vy-tåg vid stationen.